# Anne-Marie McDermott
Pour les articles homonymes, voir McDermott.
Anne-Marie McDermott, née en 1963 dans l'arrondissement new-yorkais du Queens, est une pianiste classique américaine.

## Jeunesse et formation
Anne-Marie McDermott naît en 1963 dans le Queens, à New York et grandit sur Long Island. À cinq ans, elle commence à étudier le piano. À douze, elle fait ses premiers pas sur la scène de Carnegie Hall dans l'interprétation du premier concerto pour piano de Mendelssohn,.
Lorsqu'elle a quinze ans sa mère meurt d'un cancer du sein ; malgré ce drame elle poursuit ses études à la Manhattan School of Music, où elle reçoit notamment l'enseignement de Dalmo Carra, Constance Keene et de John Browning,.

## Carrière
La carrière d'Anne-Marie McDermott commence lorsqu'elle a dix-huit ans, mais elle continue par ailleurs de se former, en particulier avec Leon Fleisher. Elle estime en 2023 qu'elle en apprend autant que quand elle avait vingt ans
Elle se produit plus de cent fois par an ; outre sa carrière concertiste, elle travaille volontiers avec de jeunes talents.

### Répertoire
Le répertoire d'Anne-Marie McDermott est très vaste, allant du baroque au contemporain. Elle est particulièrement réputée pour son interprétation des œuvres de Sergueï Prokofiev dont elle a interprété l'intégralité du cycle des sonates. Son enregistrement des Partitas 1 et 2 des suites anglaises de Bach a également connu un grand succès.

### Compétitions et distinctions
En 1991, Anne-Marie McDermott remporte le second prix du concours international de piano Hamamatsu (en) sur l'exécution du concerto pour piano N° 20 de Mozart. En 1992, elle remplace Murray Perahia au pied levé pour interpréter avec l'orchestre symphonique d'Atlanta ce même concerto.
Elle a également reçu de nombreux autres prix, en particulier l'Prix Avery Fisher Career (en), le prix de musique de chambre Andrew Wolf Memorial, le prix Joseph Kalichstein, le prix Paul A. Fish, le prix Bruce Hungerford  ainsi que le prix féminin Mortimer Levitt Career Development.

### Style
Le New York Times admire « l'élégance du jeu » d'Anne-Marie McDermott, « électrique […] mais équilibré ». Dans un autre article, le journal la qualifie de « pianiste qui compense ses qualités d'agitation et de spontanéité par la clarté et l'élégance ». Le Philadelphia Inquirer estime que « la lenteur n'est pas [son] style » et qu'elle « incarne la nervosité de Gershwin », quitte à entraîner un orchestre trop lent à sa suite ; par ailleurs, le critique musical loue sa maîtrise des dissonances de Prokofiev. Gramophone estime « avoir attendu longtemps un pianiste américain de cette stature ».

### Enregistrements
L'artiste a enregistré de nombreuses œuvres pour piano seul ou accompagné,.

## Vie privée
Anne-Marie McDermott a deux sœurs également musiciennes, Kerry, violoniste, et Maureen, violoncelliste. Les trois sœurs fondent en mai 1982 le McDermott trio qui se lance sur un répertoire de Haydn, Schubert et Mendelssohn.